# دهکده جهانی (دبی)

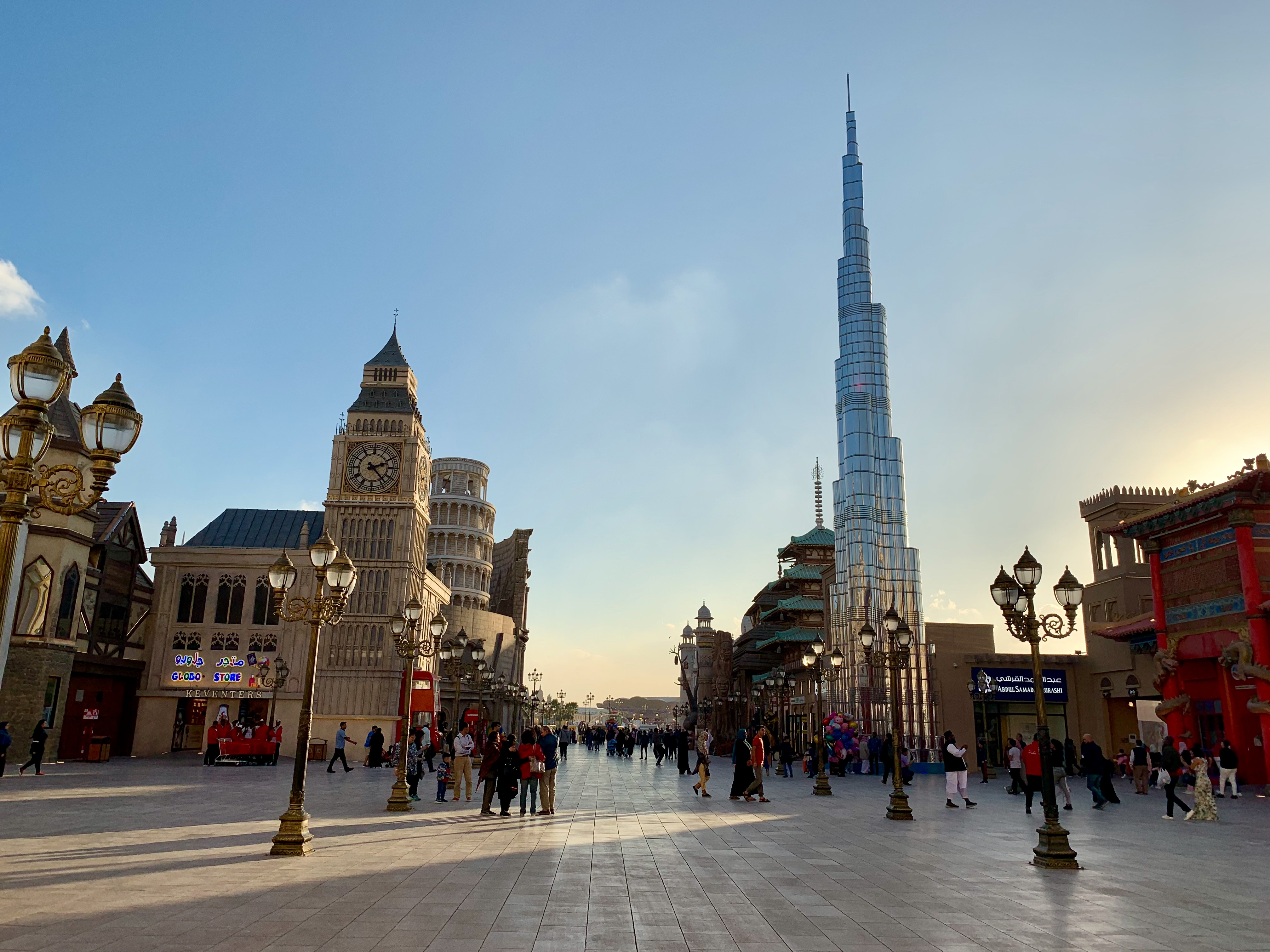
دهکده جهانی

دهکده جهانی (به انگلیسی: Global Village) مجتمع گردشگری، تفریحی، خرید و سرگرمی واقع در دبی، جادهٔ شیخ محمد بن زاید، است.
این مجموعه شامل نمادهای فرهنگی ۹۰ کشور از سرتاسر دنیاست و هرساله به‌طور میانگین ۵ میلیون گردشگر از آن بازدید می‌کنند.
در دهکده جهانی چهار بخش اصلی وجود دارد. این بخش‌ها شامل سالن رویدادها و کنسرت‌ها، کارناوال‌ها، غذا و خرید است.